# Brouwerij Artois

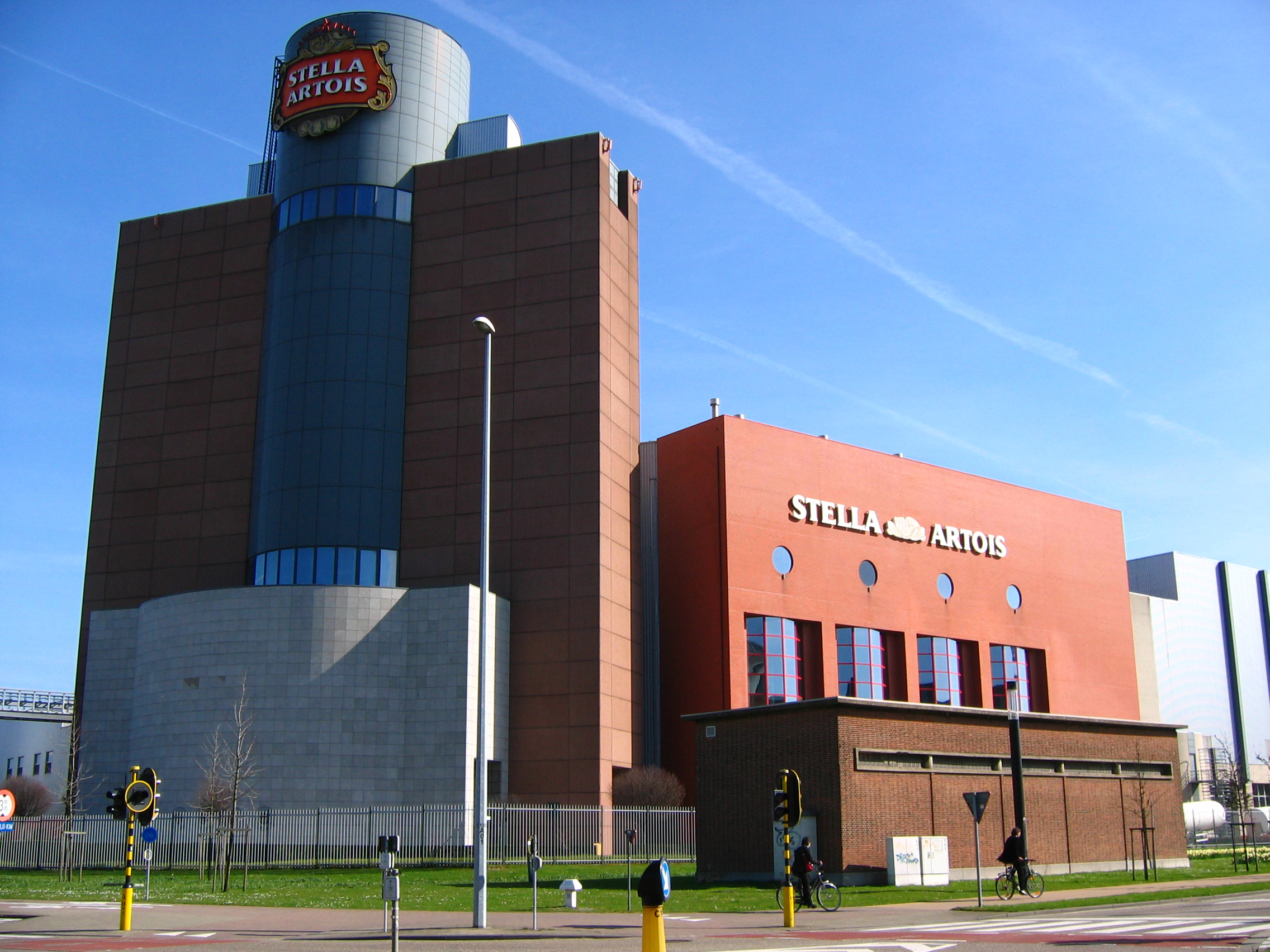
Brouwerij Artois in Leuven, nu Anheuser-Busch InBev

Brouwerij Artois was een Leuvense brouwerij, vooral bekend van de pils Stella Artois. De brouwerij groeide uit tot de multinational AB InBev. De brouwerij bestond onder de naam Artois sinds 1717 toen Sébastien Artois (1680-1727) de oude Leuvense brouwerij Den Hoorn overkocht.  

## Geschiedenis
De historiek van het bedrijf kan worden teruggevoerd tot Den Hoorn, een herberg-brouwerij in de Mechelsestraat in Leuven. De eerste vermelding ervan dateert uit 1466 (en niet uit 1366, zoals het etiket van Stella beweert). De gemiddelde stadsinwoner, mee door het vervuilde water, dronk rond 1500 zo'n 300 tot 440 liter bier per jaar. Bier drinken was gezonder dan water. Met de accijnzen die de bierverkoop opbracht kon de stad de stadsinfrastructuur gevoelig verbeteren. In 1537 werd Den Hoorn de belangrijkste onderneming van de stad. De heffing van invoerrechten en het moeilijke transport maakten dat Den Hoorn op zijn eigen markt alleen lokale concurrentie had.
Sebastiaen Artois werd in Brouwerij Den Hoorn op 13 juni 1708 meester-brouwer. Hij kocht de brouwerij negen jaar later over en gaf haar zijn naam. Hij behield wel de hoorn als logo van de brouwerij. De brouwerij ging over van vader op zoon tot ze door anderen werd overgenomen. Kleinzoon Léonard Artois kocht voor de expansie twee andere Leuvense brouwerijen op, De Franse Kroon in 1787 en De Prins Karel in 1793. Ook de beschikbaarheid van het nieuwe Kanaal Leuven-Dijle zorgde voor verdere groei van de brouwerij. Ten tijde van het Eerste Franse Keizerrijk was Brouwerij Artois de grootste brouwerij van het hele rijk. De brouwerij kon, na de verbeurdverklaring van de kloosters, het Grijzezusterklooster in Leuven aankopen om zijn productie-eenheid uit te breiden. Leonard Artois stierf kinderloos in 1814. Zijn zuster Jeanne-Marie Artois (1762-1840) was zijn erfgename en werd de laatste Artois in het bedrijf. Ze was gehuwd met Leuvens burgemeester Jan Baptist Plasschaert. Onder haar bewind nam het bedrijf in 1823 een stoommachine in gebruik, wat voor technologische voorsprong zorgde. 
Jeanne Artois liet de brouwerij over aan haar neef Albert Marnef (1784-1869). Hij ook liet ze aan een neef over, Edmond Willems (1831-1895). Weer waren er geen mannelijke opvolgers, maar wel twee dochters. Willems was een aanzienlijk rijk man geworden met als gevolg dat de twee dochters adellijk trouwden. Dochter Elise (1855-1941) trouwde met burggraaf Adolphe de Spoelberch (1839-1913) . Haar zus, Amélie (1859-1947) trouwde met baron Eugène de Mévius (1857-1936). Ze richtten in 1901 de naamloze vennootschap Brouwerijen Artois op. 
In de brouwerij was vanaf 1898 Léon Verhelst (1872-1955) actief. Het jaar daarop werd hij hoogleraar aan de KU Leuven, als professor in de brouwerijschool van het landbouwinstituut.  Hij bleef actief zowel aan de universiteit als in de brouwerij, waarvan hij voorzitter van de raad van bestuur bleef, tot aan zijn dood. De aandelen van Léon Verhelst had hij zelf in 1949 geplaatst in de Stichting Voorzitter Verhelst, een fonds waar personeelsleden van het bedrijf op kunnen terugvallen voor medische kosten en studiekosten. Het kapitaal is een significant aandelenpakket gebleven binnen de groep AB InBev.
Vanaf 1892 brouwde Artois ook pils bier, het Bock bier. Het was echter het speciale kerstbier Stella, dat met Kerstmis 1926 werd geïntroduceerd, dat het meest succesvol was. Het succes maakte dat het kerstbier onder de naam Stella Artois het ganse jaar werd gebrouwen en veruit het meest succesvolle product van de brouwerij werd.  

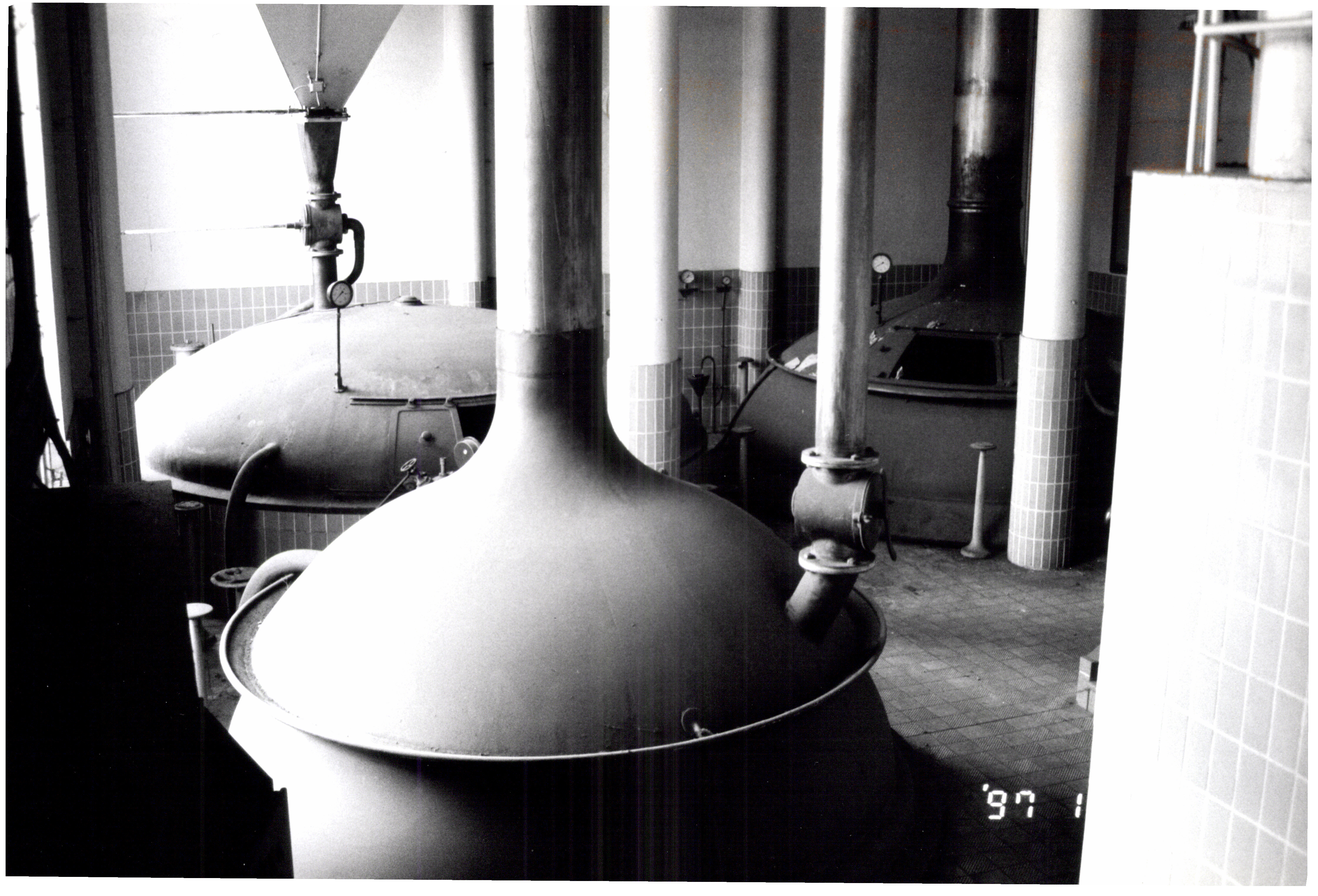
Brouwzaal Dijle

In 1928 werd de Tiense brouwerij Vandenschrieck overgenomen. Vanaf 1936 werd de familie de Baillet Latour aandeelhouder. Graaf Alfred de Baillet Latour was actief in het bestuur tot zijn overlijden in 1980. In 1954 werd de Mechelse brouwerij Chevalier Marin overgenomen en in 1964 de Gentse Brouwerij Meiresonne. Twee jaar later werd de productie in Gent gestopt en verhuisd naar Leuven. Bottelen van limonades bleef op de Gentse site, een grotere bottelarij/distributie-eenheid van Artois werd in Zwijnaarde opgericht, deels met personeel van Gent. In 1975 werd de activiteit op de Meiresonne site volledig gestopt.
In 1967 werd de Werchterse Brouwerij Jack-Op overgenomen en in 1968  de Dommelsche Bierbrouwerij in Dommelen. In 1969 werd de Brouwerij Mena in Rotselaar overgenomen. In 1971 werd een participatie genomen in de Brouwerij Grade in Mont-Saint-Guibert, later door Interbrew volledig overgenomen. Bij Grade werd Vieux Temps gebrouwen, en vanaf 1975 ook Leffe in een akkoord met Brouwerij Lootvoet uit Overijse, die later eveneens door Interbrew werd overgenomen.
In 1971 werd vastgesteld dat de overnamen nog onvoldoende waren om op langere termijn een levensvatbare brouwerij te garanderen. In dat jaar sloten de concurrenten Artois en Piedboeuf een geheim akkoord om een groep te vormen die voor 88% werd gecontroleerd door de Artois-families. Naar buiten toe bleven Stella en Jupiler concurreren. Philippe de Spoelberch was in die jaren actief in de brouwerij. Hij zorgde onder andere voor een succesvolle lancering van Stella Artois als luxebier op de Britse markt. 

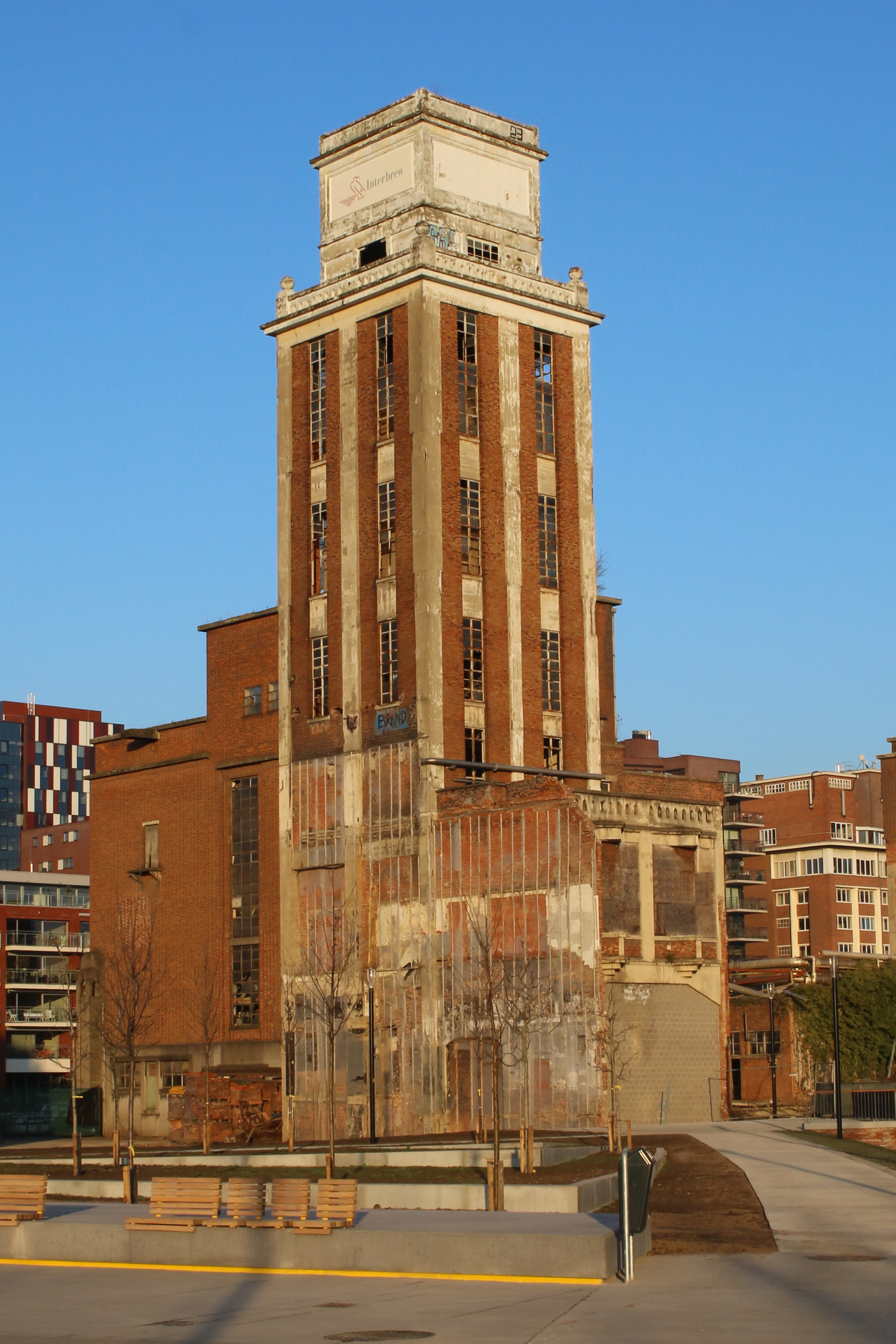
Oude toren in art deco

In 1973 was de overname van Brouwerij Martinas (Ginder-Ale) in Merchtem aan de beurt.  De productie van de Ginder-Ale verhuisde in 1991 naar Leuven. In 1976 werd Brouwerij Leopold in Brussel overgenomen, met verhuis naar Leuven van de productie. In Leuven werd in 1977 Loburg gelanceerd, het duurdere luxebier dat een nieuwe markt moest veroveren, maar nooit een groot succes werd. In 1978 verwierf Artois een participatie in de Brusselse Brouwerij Wielemans-Ceuppens, die ze in 1988 volledig overnam om de productie naar Leuven te verhuizen. In 1979 werd in Aalst De Gheest, brouwer van Safir pils, overgenomen. Ook deze productie verhuisde in 1988 naar Leuven. Wel werd vanaf 1995 de merknaam Safir opnieuw gelanceerd. In 1985 ging Brouwerij De Kluis in de vlammen op. Artois kocht zich in en leverde het kapitaal voor de heropbouw. In 1958 al was Brouwerij Loriers in Hoegaarden  overgenomen en werd haar merknaam Das door De Kluis overgenomen.
In 1986 viel de Bijzondere Belastinginspectie binnen bij Artois. Er werd grootschalige fraude ontdekt en ook de werkelijke structuur van de groep werd blootlegd. Dat noopte twee jaar later tot een fusie van Artois met Brouwerij Piedbœuf. De groep kreeg de naam Interbrew. De brouwerijen Lootvoet in Overijse, Belle-Vue in Sint-Pieters-Leeuw en Grade in Mont-Saint-Guibert werden kort daarna door Interbrew overgenomen.
De verlaten gebouwen van de voormalige brouwerij De Hoorn (niet de middeleeuwse maar de 19e-eeuwse aan de Vaartkom) werden in 2007 aangekocht en volledig gerenoveerd met behoud van de oude brouwinstallatie. Het gebouw kreeg vanaf oktober 2012 een nieuwe bestemming als bedrijvencomplex.